# شبکه هشدار غواصان
شبکه هشدار غواصان (دن)، یک سازمان غیر انتفاعی ۵۰۱ (ج) (۳) اختصاص داده شده برای کمک به غواصان نیازمند و بزرگترین سازمان بیمه غواصی جهان است. تا کنون بخش تحقیقات DAN مسئولیت انجام تحقیقات پزشکی قابل توجهی را در ایمنی غواصی تفریحی داشته‌است.
این سازمان توسط کمکهای مالی و حق عضویت اعضا و بیمه گذاران، پشتیبانی شده و مطالعات آن دربرگیرنده اطلاعات مهمی است که به نفع بهبودایمنی غواصی تفریحی در سراسر جهان است و گروه تحقیقات پزشکی دن پاسخگوئی به سوالات پزشکی غواصان را آسان کرده‌است.

## تاریخچه
در سال ۱۹۷۷ ، جامعه پزشکی زیرآب (که بعدهاانجمن زیرآب و هایپرباریک پزشکی) نامیده شد، مفهوم کلی یک سازمان ملی برای (پاسخگوئی سریع در پایگاه نیروی هوایی بروکس به ریاست سرهنگ دکتر جفرسون دیویس ) به امداد غواصی که در آن با یک تماس تلفنی از هر نقطه بتوان تماس گیرنده را به یک پزشک متخصص غواصی در ۲۴ ساعت شبانه روز متصل کند را تعریف نمودند.
دکتر پیتر ب بنت برای دو سال از موسسه ملی اقیانوسی و جوی (NOAA) و موسسه ملی ایمنی شغلی و بهداشت (NIOSH) در سپتامبر سال ۱۹۸۰ برای تشکیل «شبکه ملی حوادث غواصی" در سالن فرانک جی مرکز پزشکی پرفشار دانشگاه دوک در دورهام ، کارولینای شمالی کمک هزینه دریافت کرد.
در سال ۱۹۸۱ ، دن " کتابچه راهنمای حوادث زیر آب و غواصی" را چاپ و یک مرکز برای تماس ، اطلاعات رسانی و کمک با خط مشاوره تلفنی (۹۱۹-۶۸۴-۲۹۴۸) که مسئولیت رسیدگی به سوالات غواصان تفریحی را داشت تأسیس نمود که پس از تغییر نام "شبکه حوادث غواصی" به "شبکه هشدار غواصان" سالانه میزبان حوادث غواصی و درمانهای هایپرباریک و نیز برگزاری دورههای آموزشی مداوم در مرکز پزشکی دانشگاه دوک گردید.
در سال ۱۹۸۴ ، دادگاه‌های فدرال کمک هزینه را(۵۰ درصد در سال ۱۹۸۲ و پس از آن ۲۵ درصد در سال ۱۹۸۳) کاهش داد و به‌طور انحصاری خواستار حمایت این موسسه از غواصان تفریحی و صنعت غواصی گردید.
در سال ۱۹۸۵ ، دن برنامه حمایت خود را برای باشگاه‌ها ، فروشگاه‌ها و سازمانها و سپس در سال ۱۹۸۷ به معرفی یک برنامه بیمه پیشگام برای غواصان نمود ، شمار عضویت دن که در آن سال ۳۲۰۰۰ نفر بود،در سال ۱۹۸۸ دو برابر شد.
دن همچنان با مرکز پزشکی دانشگاه دوک به همکاری پرداخت، اما دفاتر خود را از سالن آزمایشگاه جی فرانک به فضای خارجی دانشگاه انتقال داد تا دن به صورت بین‌المللی شناخته شده و به عنوان IDAN نام گیرد.
اعضای IDAN عبارت بودند از : دن اروپا ، ژاپن ، و غواصان خدمات اضطراری (DES) ، سازمان‌های وابسته در استرالیا. دن در ژوئن سال ۱۹۹۲ برای کمک‌های قابل توجه خود به سلامت و ایمنی غواصان تفریحی جایزه ایمنی زیرآب و هایپرباریک انجمن پزشکی کریگ هافمن را دریافت نمود.این اولین بار بود که این جایزه معتبر به یک گروه و نه به فرد ارائه میشد.
در سپتامبر ۱۹۹۲ دن اولین مربی و کارگاه آموزشی در مورد برنامه آموزش کمکهای اولیه و ارائه اکسیژن را برای اروپا به ارمغان آورد.در ۱۹۹۳ دن شرکت بیمه خود را که برای بیمه حوادث غواصی و عمومی برنامه‌ریزی شده بود را افتحاح نمود.
دکتر بنت در DEMA (نمایشگاه تجهیزات و بازاریابی غواصی) در سال ۲۰۰۲ موفق به کسب جایزه ارنست کارولینا به عنوان کارآفرین جوان سال ۲۰۰۲ به مناسبت مشارکتهای خود در رابطه با کسب و کار در علوم زیستی گردید و سهم خود را از آن جایزه به صنعت غواصی اهدا نمود.او به عنوان رئیس کل DAN تا ۳۰ ژوئن ۲۰۰۳ خدمت نمود و سپس بازنشستگی خود را اعلام کرد.
دن صندوق پژوهشی پیتر ب بنت را تأسیس نمود تا به حمایت از طرح‌های پژوهشی،افزایش ایمنی غواصی آینده بپردازد.
در سال ۲۰۰۴ ، مایکل دی کورلی رئیس و مدیر عامل شرکت شد.
در سال ۲۰۰۶ ، دکتر کورلی کنار کشید و آقای اورر در DAN به عنوان رئیس و مدیر عامل شرکت آغاز به کار کرد.
در فوریه ۲۰۰۹ ، دن یک وب سایت برای مجله دو ماهانه خود "هشدار غواص آنلاین" راه اندازی نمود.